# Schmalspurnetz Kecskemét
| Schmalspurnetz Kecskemét                     | Schmalspurnetz Kecskemét                               |
| -------------------------------------------- | ------------------------------------------------------ |
| Dampfzug der Schmalspurbahn Kecskemét (2006) |                                                        |
|                                              |                                                        |
| Kursbuchstrecke (MÁV):                       | 148 (Kecskemét–Kiskunmajsa) 149 (Törökfái–Kiskunmajsa) |
| Streckenlänge:                               | 98 km                                                  |
| Spurweite:                                   | 760 mm (Bosnische Spur)                                |
|                                              |                                                        |

Das Schmalspurnetz Kecskemét ist ein stillgelegtes Eisenbahnnetz mit 760-mm-Spurweite im südlichen Ungarn. Ausgangs- und Betriebsmittelpunkt ist die namengebende Stadt Kecskemét. Im etwa 8 km entfernten Bahnhof Törökfái verzweigt sich die Strecke in zwei fast gleich lange Äste nach Kiskunmajsa und Kiskőrös. Das Schmalspurnetz wurde bis zum 12. Dezember 2009 nur noch im Personenverkehr betrieben und war zeitweise für einige Dörfer in der kleinkumanischen Puszta mangels ausgebauter Straßenwege die einzige dauerhafte Verbindung zur Außenwelt. Seit 2020 wird die Strecke als Draisinenbahn von Kiskunsági Hajtánypálya reaktiviert.

## Geschichte

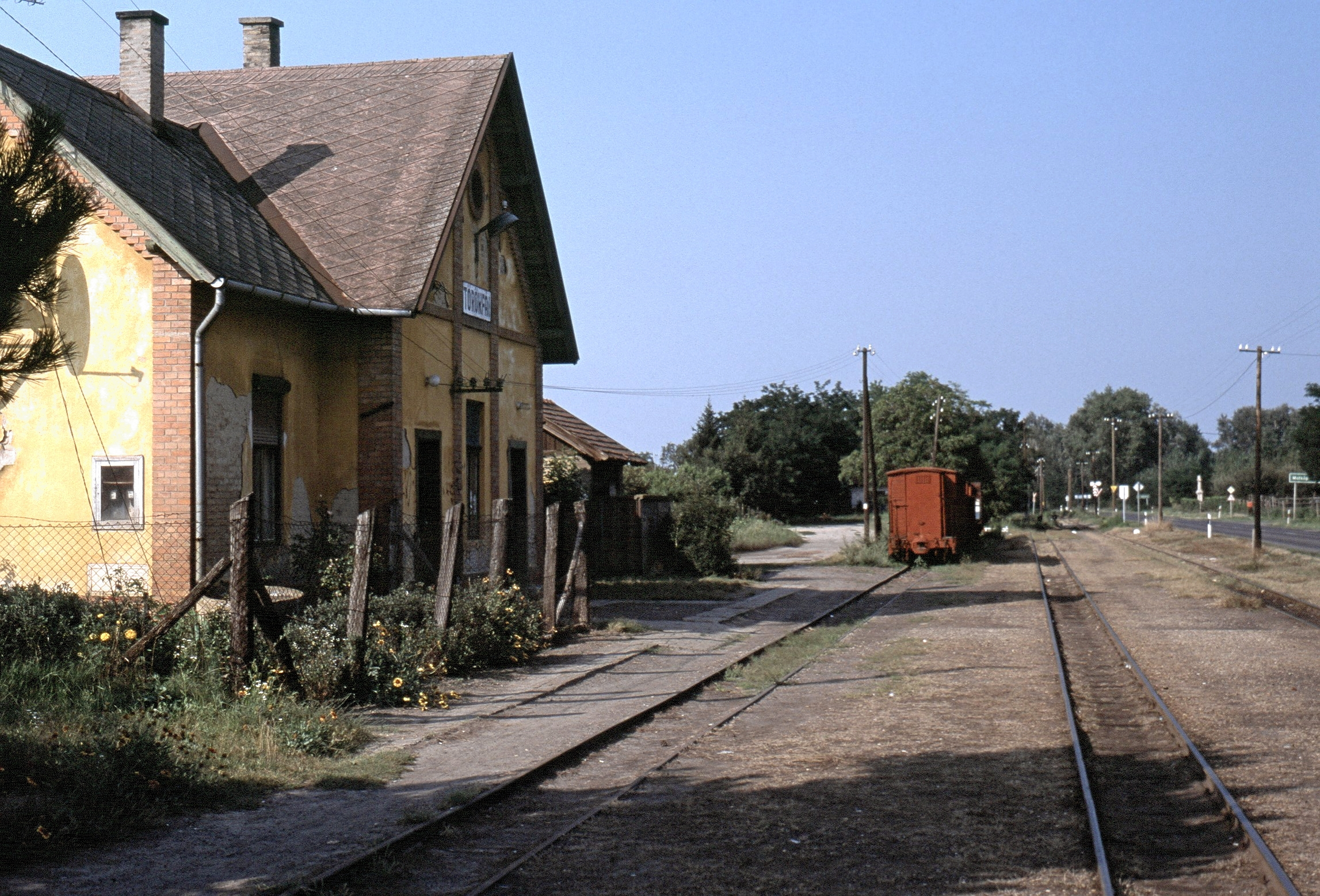
Verzweigungsbahnhof Törökfái (2001)

Keimzelle des Netzes war die Feldbahn einer Ziegelei, an die man 1928 die 52 km lange Kleinbahnstrecke Kecskemét–Törökfái–Bugac–Kiskunmajsa anschloss. Betriebsführerin war seinerzeit die Kecskeméti Gazdasági Vasút (KGV). Bis nach dem Zweiten Weltkrieg blieb die Bahn im Besitz der Stadt Kecskemét, ehe sie 1949 von den Ungarischen Staatsbahnen (MÁV) übernommen wurde. 1951 wurde die Zweigstrecke Törökfái–Kiskőrös mit 46 km Länge in Betrieb genommen.
Seit der Einstellung des Güterverkehrs in den achtziger Jahren diente das Schmalspurnetz bis zum 13. Dezember 2009 nur noch der Personenbeförderung. Zum Einsatz gelangten hierbei Diesellokomotiven der MÁV-Reihe Mk48, bis 1970 auch drei zweiachsige Dieseltriebwagen der MÁV-Reihe Dmot. Für Sonderfahrten stand in Kecskemét zudem die Dampflokomotive 490,053, genannt „Bugaci Kispöfögő“ (deutsch etwa „Schnauferl von Bugac“), zur Verfügung. Nach jahrelanger Abstellzeit wurde die Dampflok am 20. Mai 2021 nach Balatonfenyves überstellt. Im Lauf der Zeit fanden auch 4 Loks der Reihe Mk48 (2006, 2008, 2013, 2022) sowie zwei Personenwagen vom Typ BDa-w in Balatonfenyves eine neue Heimat.
Der Bahnhof Kiskőrös ist seit 2022 nicht mehr an das Schmalspurnetz angeschlossen, da dort im Zuge von Umbaumaßnahmen an der Regelspurstrecke zwei Kreuzungen abgebaut werden mussten. Die Kleinbahnstrecke Kecskemét–Törökfái–Bugac–Kiskunmajsa wurde vom Eisenbahn-Aufsichtsamt für die Nutzung mit Draisinen zugelassen und wird nun an Wochenenden befahren. Die Höchstgeschwindigkeit der Strecke beträgt 40 km/h, für Bahnübergänge gelten 25 km/h.
Die Strecke nach Kiskőrös ist wegen der Erneuerung einiger Bahnübergänge zurzeit nicht befahrbar.

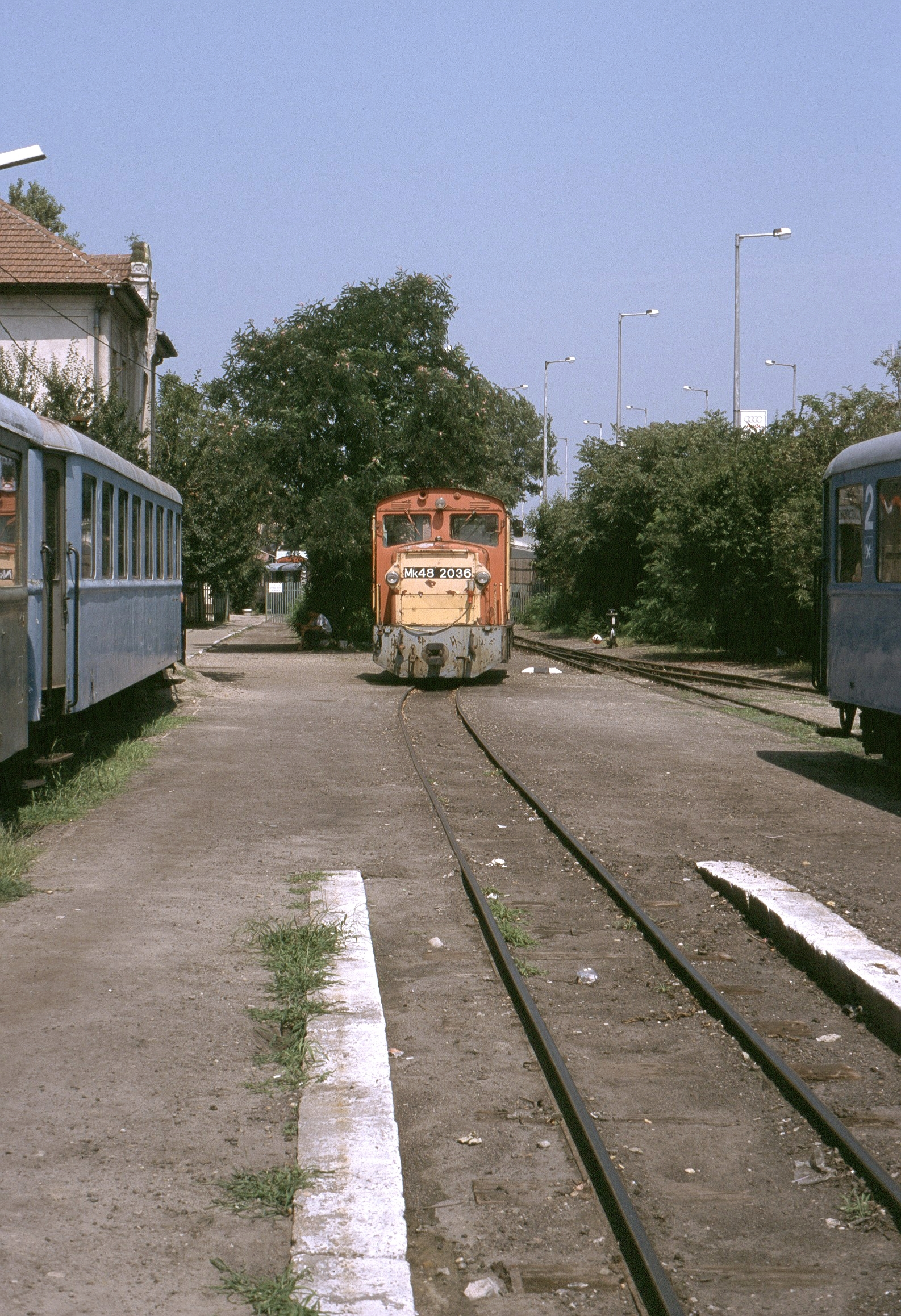
Schmalspurbahnhof Kecskemét KK (2001)
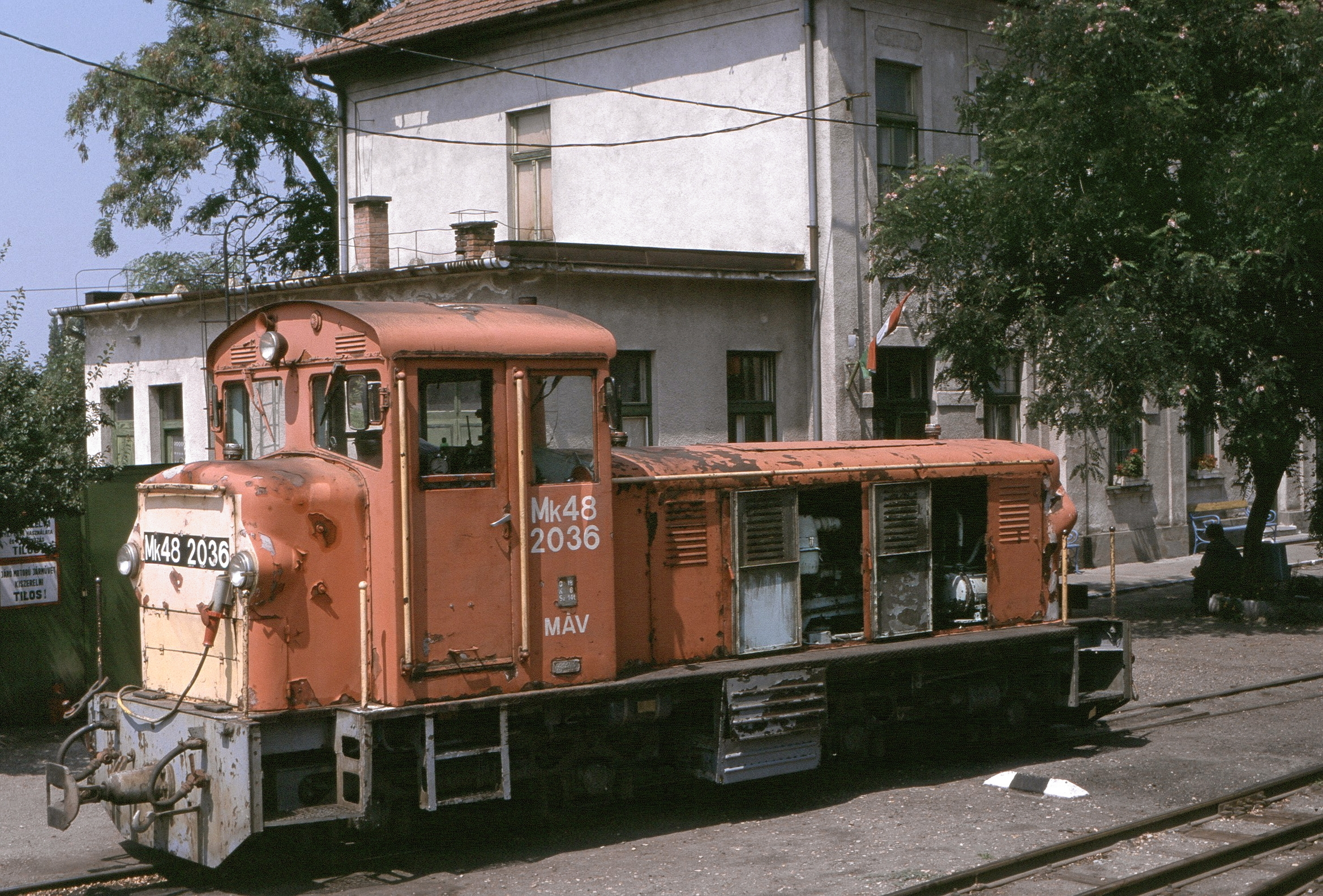
Mk48 in Kecskemét
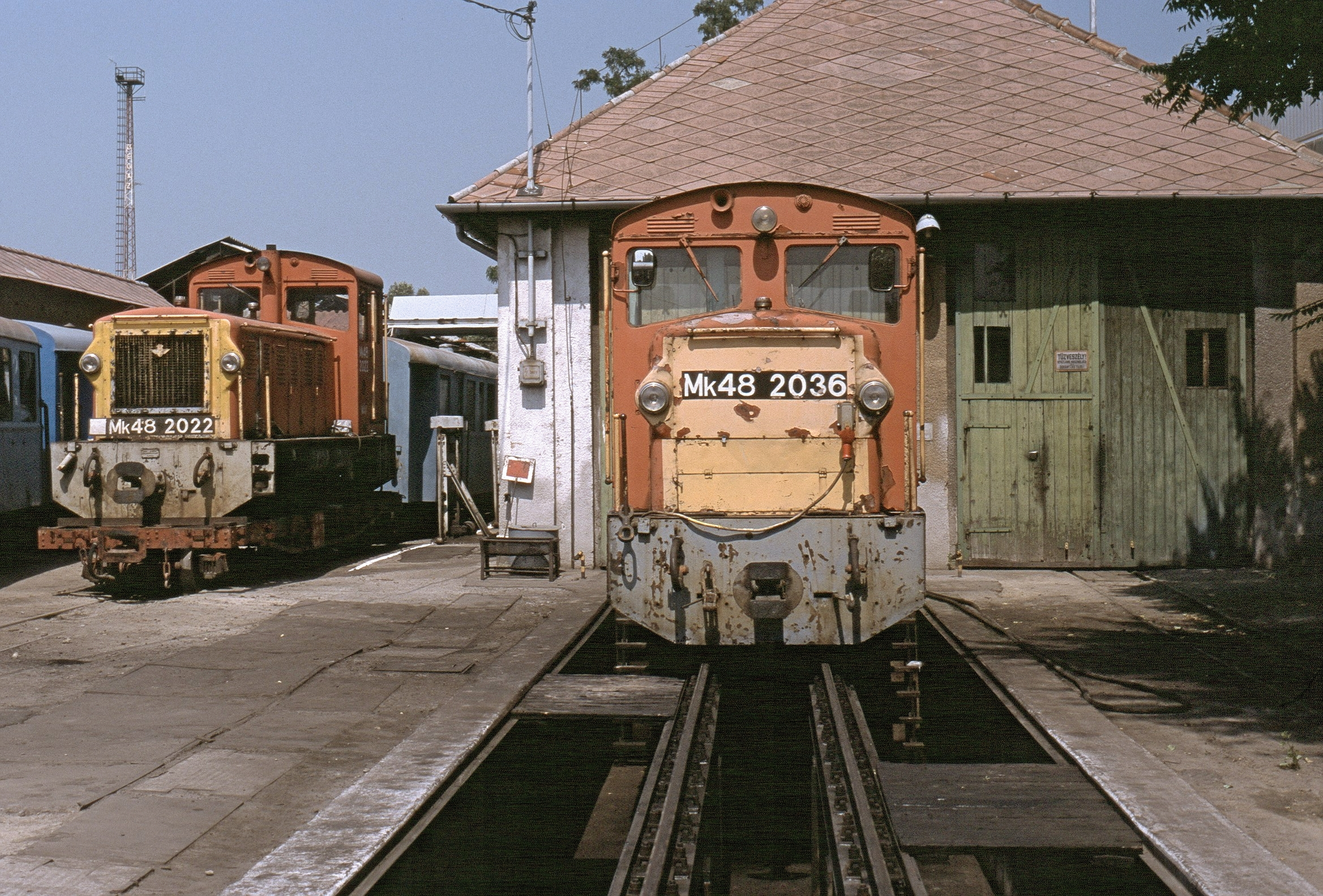
Zwei Mk48 im Depot Kecskemét
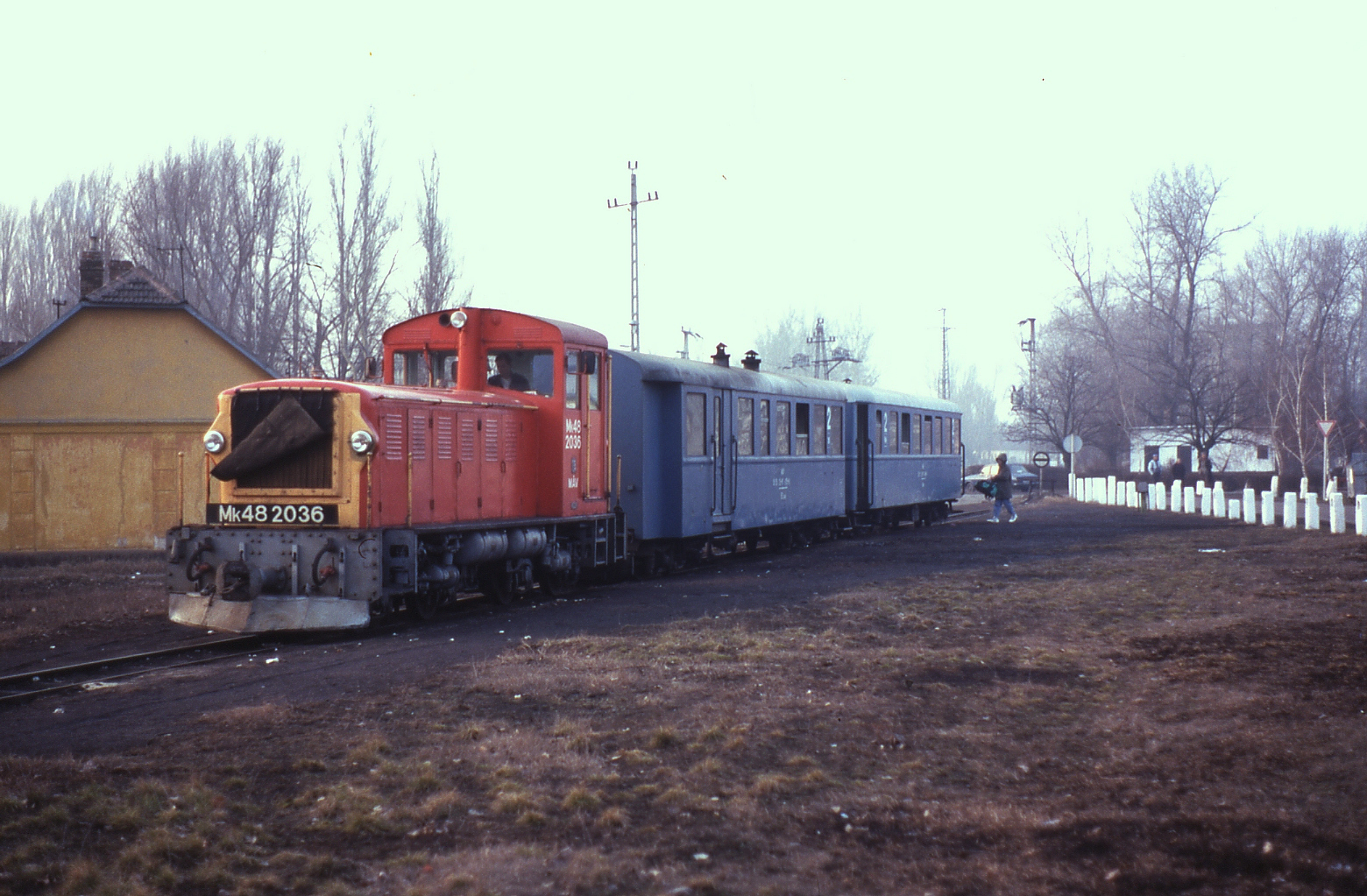
Zug nach Kecskemét in Kiskőrös (1993)